# イラマチオ

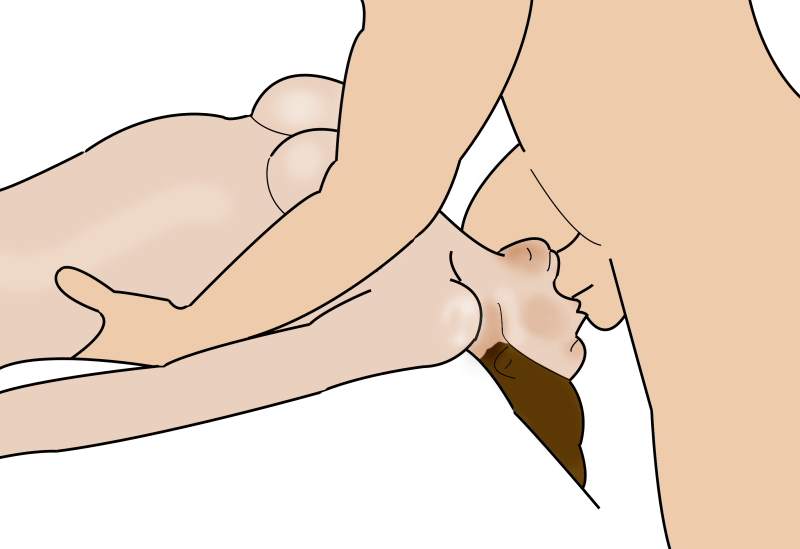
イラマチオを行っている画像

イラマチオ (英: irrumatio、irrumation) は、オーラルセックスの一種である。語源はラテン語のirrumo（授乳する、吸わせる）の名詞形irrumatioである。
また、「マラ」との語句の類似、若しくは「フェラチオ」の尾音が”ラチオ”であることから「イマラチオ」と誤用・誤読される事がある。

## フェラチオとの違い
イラマチオとフェラチオの違いは、フェラチオでは女性が主導して行為を進めるのに対し、イラマチオでは男性が主導して相手の口内に男性器を咥えさせる点である。また、フェラチオでは喉奥まで入れることはない。

## 方法
男性が立ち、膝立ちになった相手の口腔内に男性器を咥えさせて、相手の肩や頭部、髪などに手を添えて前後させたり、仰向けに寝かした相手の上に跨り、相手の口内に男性器を出し入れして、男性が快楽を得る。
男性器を口に含める側は、男性器を歯でできるだけ傷つけないように顎と舌を動かすことを期待されるが、実際にはそのようなことはある程度の技能を持つAV女優でなければ困難である。

## 危険性
強制的にイラマチオを行なった場合は、男性器を咥える側の相手に、行為中の身体的な苦痛だけでなく、顎関節症や口内炎などの病気を引き起こすことがある。
男性器にクラミジアや淋菌などのSTD(性感染)がある場合は、咽頭や喉頭といった粘膜部に感染する危険性は高い。
また、男性器の長さや太さがある場合、行為中の窒息の恐れや恐怖感を与える。
相手への承諾なしで行う場合は一般的にレイプと見なされる危険性のある性行為であると言える。